# Playmate of the Year
Playmate of the Year – trzeci album studyjny amerykańskiej grupy Zebrahead wydany w 1998 roku, ostatni wydany przez Columbia Records. Oba single z tego albumu zostały wykorzystane w filmach – „Now or Never” w Mały Nicki, a „Playmate of the Year” w Stary, gdzie moja bryka?.
Teledysk dla tytułowego utworu powstał w wersji ocenzurowanej i nieocenzurowanej. Nieocenzurowaną wersję pokazywano w Playboy TV oraz pojawiła się na DVD jako dodatek do Playboy 2001 Video Playmate Calendar.

## Lista utworów
1. „I Am” – 3:02
2. „Playmate of the Year” – 2:58
3. „Now or Never” – 3:00
4. „Wasted” – 3:54
5. „I’m Money” – 3:53
6. „Go” – 3:23
7. „What’s Goin’ On?” – 4:01
8. „Subtract You” – 2:59
9. „The Hell That Is My Life” – 4:00
10. „E Generation” – 2:44
11. „Livin’ Libido Loco” – 4:47
12. „In My Room” – 11:35
13. „Get Back” – 3:32 (tylko w Japonii)

## Sekrety
- „Wasted” zawiera ukrytą piosenkę, która trwa przez ostatnie 30 sekund utworu.
- „The Hell That is My Life” zawiera demo niewydanej piosenki „Wookie”.

## Twórcy
- Justin Mauriello – gitara rytmiczna, śpiew
- Ali Tabatabaee – śpiew
- Greg Bergdorf – gitara prowadząca
- Ben Osmundson – gitara basowa
- Ed Udhus – perkusja

## Pozycje na listach przebojów
| Lista           | Najwyższa pozycja |
| --------------- | ----------------- |
| Top Heatseekers | 4                 |
| Billboard 200   | 127               |
| Oricon          | 20                |